# 팔도밥상 플러스
《팔도밥상 플러스》는 LG헬로비전에서 방송되는 텔레비전 프로그램이다.

## 방송 개요
셰프의 팔도밥상에서 한층 더 플러스되어 찾아온 팔도밥상 플러스! 밥 잘 짓는 이원일 & 오세득 셰프와 밥상왕으로 거듭날 광희, 만능 소리꾼 김나니가 모여 전국 방방곡곡 그 지역을 대표하는 특산물을 찾아 나서는 푸드 예능! 산과 들, 바다에서 나는 지역의 특산물을 함께 수확해보고, 직접 공수한 재료들로 고향의 맛이 듬뿍 담긴 푸짐한 한 끼 밥상을 차려낸다!

## 방송 시간
| 방송 채널  | 방송 기간         | 방송 시간            | 비고 |
| ---------- | ----------------- | -------------------- | ---- |
| LG헬로비전 | 2021년 4월 20일 ~ | 화요일 오후 5시 00분 |      |

## 출연자
- 황광희
- 이원일
- 오세득
- 김나니
- 박형욱 (내레이션)

## 방영 목록

### 2021년
| 회차 | 방송일   | 지역              | 특산물         |
| ---- | -------- | ----------------- | -------------- |
| 1    | 4월 20일 | 전라남도 광양시   | 토마토         |
| 2    | 4월 27일 | 강원도 인제군     | 명이나물, 곰취 |
| 3    | 5월 4일  | 경상남도 창원시   | 미더덕         |
| 4    | 5월 11일 | 충청남도 청양군   | 나물 5종       |
| 5    | 5월 18일 | 부산광역시 기장군 | 물미역         |
| 6    | 5월 25일 | 경기도 연천군     | 청고사리       |
| 7    | 6월 1일  | 전라남도 고흥군   | 돌미역, 마늘   |
| 8    | 6월 8일  | 경기도 양주시     | 표고버섯       |
| 9    | 6월 15일 | 경기도, 김포시    | 쌈채소         |
| 10   | 6월 22일 | 제주특별자치도    | 초당옥수수     |
| 11   | 6월 29일 | 인천광역시        | 꽃게           |
| 12   | 7월 6일  | 전라북도 정읍시   | 오디           |